# Хусейн Авни-паша
Хусейн Авни Паша (тур. Hüseyin Avni Paşa; 1821 — 15 июня 1876) — османский Маршал, Великий визирь Османской империи.

## Биография
Хусейн Авни Паша родился в деревне Гелендост около турецкого города Ыспарта в 1821 году.
С 1837 по 1849 год Авни Паша получал военное образование в военной школе. После окончания образования Хусейн Авни Паша направляется на военную службу в качестве офицера Османской армии.
В 1858 году он стал начальником высшей военной школы, затем занял пост начальника всех военных учебных заведений в стране.
В июле 1863 года Авни Паша в звании маршала назначается командующим первой армии, в январе 1868 года Хусейн Авни Паша был назначен председателем военного совета.
Во время восстания на Крите 7 марта 1867 года Авни Паша был направлен на остров. 9 февраля 1869 года Хусейн Авни Паша получил пост начальника генерального штаба.
Между 16 февраля 1874 года и 26 апреля 1875 года Авни Паша находился на должности Великого визиря.
Хусейн Авни Паша был одним из участников отстранения от власти султана Абдул-Азиза и Мидхат Паши. 15 Июня 1876 года Хусейн Авни Паша был убит родственником свергнутого султана Черкесом Хасаном-беем.